# Call of Duty: Black Ops 6
Call of Duty: Black Ops 6 je střílečka z pohledu první osoby z roku 2024, kterou společně vyvinuly společnosti Treyarch a Raven Software a vydala společnost Activision. Jedná se o dvacátý první díl série Call of Duty a po Call of Duty: Black Ops Cold War (2020) je sedmým hlavním dílem podsérie Black Ops. 

## Hratelnost
Stejně jako v předchozích dílech série se ve hře vyskytuje multiplayer a kooperativní režim Zombies.

## Zasazení
Singleplayer hry se odehrává během operace Válka v Zálivu a sleduje zběhlé agenty CIA Troye Marshalla a Franka Woodse, kteří sestavují tým agentů, aby vypátrali polovojenskou skupinu Pantheon.

## Vývoj a vydání
Call of Duty: Black Ops 6 prošlo čtyřletým vývojovým cyklem, což z něj dělá nejdelší vývoj v historii Call of Duty. Marketing hry začal v květnu 2024 vydáním několika trailerů a zveřejněním fiktivních inzerátů na titulních stránkách několika novin. Úplné odhalení mělo premiéru v červnu 2024 po odvysílání akce Xbox Games Showcase.
Hra byla vydána 25. října 2024 pro PlayStation 4, PlayStation 5, Windows, Xbox One a Xbox Series X/S.

## Ohlasy
Videohra získala obecně příznivé recenze, dosáhla největšího startovního víkendu v historii série a byla nominována na několik ocenění. Všechny tři herní režimy se setkaly s chválou. Kritici pozitivně vyzdvihovali nový systém pohybu a design misí v kampani.